# Concili de Narbona del 788
El concili de Narbona del 788 fou una reunió de bisbes celebrada a Narbona. No és clar si el concili del 788 fou diferent del concili del 791 doncs aquest darrer apareix al fragment conservat de les seves actes datat l'any 788 però en el 23è any del regnat de Carlemany (791).
L'arquebisbe Daniel, metropolità, va reivindicar el bisbat de Rasès a la jurisdicció del bisbat d'Elna que fou segregat del bisbat de Carcassona i agregat a l'arquebisbat de Narbona. L'arquebisbe d'Arle, Elifant, hauria subscrit les actes com "bisbe de la primera seu".